# Jolanta Marszałek
Jolanta Marszałek – polska fizjoterapeutka, prorektorka Akademii Wychowania Fizycznego Józefa Piłsudskiego w Warszawie.

## Życiorys
Ukończyła studia licencjackie (2009) oraz magisterskie (2011) w zakresie fizjoterapii na Akademii Wychowania Fizycznego Józefa Piłsudskiego w Warszawie. W 2016 uzyskała tamże stopień doktorski w dyscyplinie nauki o kulturze fizycznej na podstawie napisanej pod kierunkiem Bartosza Molika dysertacji Ocena systemu klasyfikacji w piłce siatkowej na siedząco. W 2019 uzyskała także na AWF w Warszawie stopień doktor habilitowanej nauk medycznych i nauk o zdrowiu, dyscyplina nauki o kulturze fizycznej, przedstawiwszy dzieło Możliwości wysiłkowe i sprawnościowe osób z niepełnosprawnością narządu ruchu poruszających się na wózku inwalidzkim na przykładzie koszykówki na wózkach i w codziennej aktywności.
Od 2012 związana zawodowo z AWF w Warszawie, gdzie pracuje jako profesor uczelni w Katedrze Nauczania Ruchu Wydziału Rehabilitacji.  W latach 2020–2024 pełniła funkcję prodziekanki ds. nauki i rozwoju tamże. Prorektorka AWF w Warszawie ds. dydaktyki w kadencji 2024–2028.
Jej zainteresowania naukowe obejmują takie zagadnienia jak: sport niepełnosprawnych (przede wszystkim w koszykówce na wózkach i piłce siatkowej na siedząco); klasyfikacja sportowa w sporcie paraolimpijskim.
Przewodnicząca Komisji Nauki w World ParaVolley, członkini Komisji Nauki w International Wheelchair Basketball Association (IWBF) oraz klasyfikatorka w piłce siatkowej na siedząco i w koszykówce na wózkach.